# Presilla Latham
La Presilla Latham és un invent que es va crear en 1895 per incorporar-ho en l'eidoloscopi. Consistia a afegir una presilla a la càmera, la qual formava un bucle en la pel·lícula amb el qual s'alliberava la tensió just abans que passés a la finestra del obturador i després que sortís d'ella, de manera que el mecanisme intermitent impedís impressionar directament la pel·lícula encara no exposada. Amb això es va aconseguir que la capacitat per al rodatge continuat només estigués limitada per la quantitat de pel·lícula que es podia emmagatzemar en la bobina de la càmera filmadora.
L'invent era d'autoria dels Latham.

## Història
Louis Aimé Agustin Le Prince havia aconseguit el moviment intermitent a Europa en 1888. D'altra banda, a Amèrica del Nord les perforacions ideades per Edison i Dickson per al sistema d'arrossegament del kinetoscopi també facilitaven un moviment similar, excepte que el problema es solucionava a l'inrevés: en lloc de que els fotogrames es detinguessin enfront del obturador, era el obturador el que girava i s'acompassava amb el moviment incessant de la pel·lícula. Feia falta trobar un mitjà perquè la pel·lícula es detingués sense que això signifiqués una tensió que la trenqués i sense que es perdés la cadència del moviment.
A propòsit d'això, el problema va ser solucionat pels Latham, creant una presilla en el seu eidoloscopi, un bucle en la pel·lícula amb el qual s'alliberava la tensió just abans que passés a la finestra del obturador i després que sortís d'ella, de manera que el mecanisme intermitent impedís impressionar directament la pel·lícula encara no exposada. Amb això es va aconseguir que la capacitat per al rodatge continuat només estigués limitada per la quantitat de pel·lícula que es podia emmagatzemar en la bobina de la càmera filmadora.
L'invent, autoria dels Latham, es va estrenar amb èxit durant el combat que van disputar el 4 de maig de 1895 en el Madison Square Garden de Nova York el boxador australià Albert Griffiths, millor conegut com a “Young Griffo”, i “Battling” Charles Barnett i va ser conegut com la “Presilla Latham”.
Però Edison no va trigar a adquirir els drets. Va ajudar que els germans Latham sofrissin un rapte de fama només trepitjar Nova York, arribant com a joves de províncies i acabant com a famosos playboys, la qual cosa va portar el seu negoci ràpidament en orris. 
El poc interès de Edison per la sort de les seves patents d'invenció, va deixar en mans dels francesos Auguste i Louis Lumière, i d'altres inventors europeus, el desenvolupament de l'aparell de projecció amb les característiques assenyalades de l'invent dels Latham. Auguste Marie Louis Nicolas i Louis Jean, fent recerques tecnològiques decisives, van adquirir i van examinar el kinetoscopi de la casa de Edison, i van acabar la seva pròpia màquina al cap d'un any.